# سعادت‌آباد ملاحسینی
سعادت‌آباد ملاحسینی، روستایی از توابع بخش ارژن شهرستان شیراز در استان فارس ایران است.

## جمعیت
این روستا در دهستان کوه مره سرخی قرار دارد و براساس سرشماری مرکز آمار ایران در سال ۱۳۸۵، جمعیت آن ۵۸۲ نفر (۱۰۹خانوار) بوده‌است.